# Parco Timiriazevskij
Il parco Timiriazevskij (in russo Парк Тимирязевский?, Park Timiriazevskij) è un parco urbano situato a nord di Mosca. Il suo territorio si estende all'interno del quartiere Timirjazevskij del distretto Settentrionale di Mosca.

## Storia
La storia del parco si allontana dall'età contemporanea di alcune centinaia di anni. Nel XVI secolo sul territorio dell'odierno parco si trovava il villaggio Semcino (in russo Семчино?, Semcino), che in seguito è stato rinominato in Petrovsko-Razumovskoye (in russo Петровско-Разумовское?, Petrovsko-Razumovskoye). Nel XVII secolo l'area verde apparteneva al nobile russo Kirill Poluektovič Naryškin, il nonno materno di Pietro I di Russia. Si constata che lo zar in persona abbia più volte visitato il parco e abbia piantato personalmente alcune querce.
Nel 1865 sul territorio dell'ex villaggio fu fondata l'Accademia agricola e boschiva di Pietro I di Russia, oggi Università Statale di Agricoltura di Mosca. In seguito fu creato il parco di oggi: un selvicoltore russo-danese fece piantare numerosi alberi e divise l'area del parco in 14 zone. Ancora oggi vengono piantate numerose piante per esperimenti, infatti il parco, benché di proprietà federale, è usato dalla sede dell'Università statale di agricoltura di Mosca.

## Siti presenti sul territorio
Ad oggi sul territorio del parco si trovano le seguenti strutture:
- Cancello selezionatore intitolato a N. N. Timofeev, creato nel 1992 dall'Università Statale di Agricoltura di Mosca per la conservazione della scuola scientifica responsabile delle piante orticole, che ha come creatore il professor A. V. Kryuchkov[2]
- Centro di Formazione Scientifica "Selezionatore di piante orticole intitolato a Vitaliy Ivanovich Edel'shteyn"
- Laboratorio di Scienza del suolo agrochimico[3].
- Laboratorio di Orticoltura[4]
- Laboratorio di floricoltura[5]
- Osservatorio meteorologico intitolato a V. A. Mikhel'son[6]
- Orto botanico[7]
- Arboreto intitolato a R. I. Shreder[8]
- Centro di equitazione sportiva[9]
- Macchiaiolo sperimentale[10]
- Grande Stagno del Giardino, uno dei più grandi laghi cittadini di Mosca
- Fiume Zhabenka (affluente del Likhoborka)
- Piccolo cimitero riservato ai professori che hanno contribuito a scoperte nel settore agricolo[11]